# Mehliskopf
Der Mehliskopf ist ein 1008 m ü. NHN hoher Berg im Hauptkamm des nördlichen Schwarzwalds in Baden-Württemberg in Deutschland.

## Geographie
Der Mehliskopf liegt oberhalb der westlich am Berg vorbei führenden Schwarzwaldhochstraße, zwischen Sand im Norden (Abzweigung nach Herrenwies und zur Schwarzenbachtalsperre) und Hundseck im Südwesten (Abzweig nach Forbach-Hundsbach). Sein Gipfel befindet sich in der Gemarkung der rund 9 km westnordwestlich im Landkreis Rastatt gelegenen Stadt Bühl.
Der östliche Bereich des Berges gehört zum 2014 eröffneten Nationalpark Schwarzwald.

## Mehliskopf-Turm
Am Westrand des Gipfelplateaus steht der Mehliskopf-Turm. Der elf Meter hohe Aussichtsturm wurde 1880 vom Schwarzwaldverein errichtet und seitdem mehrmals renoviert. Er besteht aus einer steinernen Basis mit hölzerner, überdachter Aussichtsplattform.

## Freizeit
An der Nordflanke des Berges befindet sich ein Skihang mit Liften und eine Ganzjahres-Bobbahn. Daneben wurden ein Klettergarten und ein Abenteuerspielplatz eingerichtet. Ein weiterer Skihang mit dem Lift Hundseck Nord liegt am Südwestabhang des Berges. Dessen Talstation befindet sich an der Schwarzwaldhochstraße bei Hundseck.